# Małgorzata Prokopiuk-Kępka
Małgorzata Prokopiuk-Kępka (ur. 16 sierpnia 1974 w Białymstoku) – polska dziennikarka, prezenterka TTV.

## Życiorys
Pochodzi z Bielska Podlaskiego.
Ukończyła II Liceum Ogólnokształcące z Białoruskim Językiem Nauczania im. B. Taraszkiewicza w Bielsku Podlaskim oraz studia filologiczne z zakresu języka białoruskiego na Uniwersytecie Warszawskim.
Debiutowała w 1997 roku w TVP Polonia, w której była prezenterką w latach 1997–2000.
Była prezenterką serwisu informacyjnego 77 sekund. Dziennik na antenie Naszej TV, następnie Dziennika TV4. W latach 2001–2004 była prowadzącą Wiadomości w TVP1. Tworzyła program Białoruś, Białoruś emitowany w latach 2005–2006 w TVP1.
Do lipca 2007 przedstawiała wiadomości w Radiowej Jedynce. We wrześniu 2009 została prowadzącą serwis informacyjny Stolica w TVN Warszawa. W kwietniu 2011 roku, w związku z zakończeniem emisji programów TVN Warszawa, w tym serwisu informacyjnego Stolica, przeszła do zespołu TVN CNBC. Obecnie pracuje w TTV, gdzie prowadzi program informacyjny Express.
Małżonka Grzegorza Kępki z Wydarzeń Telewizji Polsat.